# Pierre Ducrocq
Pierre Ducrocq (Pontoise, 18 dicembre 1976) è un ex calciatore francese, di ruolo difensore.

## Palmarès

### Club

#### Competizioni nazionali
- Coppa di Francia: 2

PSG: 1994-1995, 1997-1998
- Coppa di Lega francese: 2

PSG: 1994-1995, 1997-1998
- Supercoppa francese: 2

PSG: 1995, 1998

#### Competizioni internazionali
- Coppa delle Coppe: 1

PSG: 1995-1996